# Област Хигашикасугај
Област Хигашикасугај (јап. 東春日井郡) Higashikasugai-gun која се налази у префектури Аичи, Јапан.
Налази се на североистоку провинције Овари који покрива данашње градове Комаки, Касугај,  Сето, и Овариасахи.